# Jezioro Uli
Jezioro Uli (także: Ula, Ul, Ully) – jezioro wytopiskowe, należące do grupy pięciu Jezior Babskich, leżące na Równinie Wrzesińskiej. Jezioro znajduje się w części środkowopoznańskiej moreny czołowej i ma powierzchnię 8 hektarów (według innych źródeł: 9,6 hektara).

## Charakterystyka
Jezioro zostało ukształtowane w wyniku działania lądolodu w czasie stadiału poznańskiego zlodowacenia. Dawniej, wraz z innymi Jeziorami Babskimi, było częścią większego akwenu. Jezioro z innymi łączy strumień potocznie nazywany Baba (prawy dopływ Cybiny). Otoczenie stanowi pagórkowaty teren porośnięty borem sosnowym i mieszanym. W bezpośrednim sąsiedztwie znajduje się jezioro Ósemka.

## Ichtiofauna
W jeziorze występują m.in.: szczupaki, karpie, płocie, liny, wzdręgi, sumy i leszcze. Można ponadto napotkać jesiotra.

## Turystyka
Do jeziora wytyczona jest ścieżka przyrodniczo-leśna (2,5 km lub 3,7 km w zależności od wariantu) od leśniczówki w Jeziercach. Prezentuje ona walory środowiska przyrodniczego wokół jezior oraz wybrane elementy gospodarki leśnej. Prowadzi tędy  żółty szlak pieszy z Czerniejewa do Wierzyc.